# Forêt nationale de Negreiros
Pour l’article homonyme, voir Negreiros.
La forêt nationale de Negreiros (portugais : Floresta Nacional de Negreiros) est une forêt nationale brésilienne. Elle se situe dans la région Nord-Est, dans l'État du Pernambuco.
Le parc fut créé en 2007 et couvre une superficie de 3 004,00 hectares.
Il s'étend sur le territoire de la municipalité de Serrita.